# Мароко на Светском првенству у атлетици на отвореном 2019.
Мароко је учествовао на 17. Светском првенству у атлетици на отвореном 2019. одржаном у Дохи од 27. септембра до 6. октобра седамнаести пут, односно учествовао је на свим досадашњим првенствима. Репрезентацију Марока представљало је 17 такмичара (13 мушкараца и 4 жене) који су се такмичили у 9 дисциплина (6 мушких и 3 женске).,
На овом првенству Мароко је по броју освојених медаља делио 31. место са 1 освојеном медаљом (бронза). У табели успешности према броју и пласману такмичара који су учествовали у финалним такмичењима (првих 8 такмичара) Мароко је са 3 учесника у финалу делио 41. место са освојених 9 бодова.
| Плас. | Земља  | 1. место | 2. место | 3. место | 4. место | 5. место | 6. место | 7. место | 8. место | Бр. финал. | Бод. |
| ----- | ------ | -------- | -------- | -------- | -------- | -------- | -------- | -------- | -------- | ---------- | ---- |
| =41.  | Мароко | 0        | 0        | 1        | 0        | 0        | 0        | 1        | 1        | 3          | 9    |

## Учесници
| Мушкарци: - Мустафа Смаили — 800 м - Оусама Набил — 800 м - Моуад Захафи — 800 м - Абдалати Игуидер — 1.500 м - Хичам Оуладха — 1.500 м - Брахим Казоузи — 1.500 м - Soufiyan Bouqantar — 5.000 м - Хамза Сахли — Маратон - Мохамед Реда Ел Араби — Маратон - Суфијане ел Бакали — 3.000 м препреке - Абделкарим Бен Захра — 3.000 м препреке - Мохамед Тиндоуфт — 3.000 м препреке - Јахја Бераба — Скок удаљ | Жене: - Халима Хашлаф — 800 м - Рабабе Арафи — 800 м, 1.500 м - Малика Акаоуи — 800 м, 1.500 м - Lamiae Lhabze — 400 м препоне |  |

## Освајачи медаља (1)

### Бронза (1)
- Суфијане ел Бакали — 3.000 м препреке

## Резултати

### Мушкарци
| Атлетичар             | Дисциплина       | Лични рекорд | Квалификације     | Квалификације     | Полуфинале            | Полуфинале            | Финале                | Финале               | Детаљи |
| Атлетичар             | Дисциплина       | Лични рекорд | Резултат          | Место             | Резултат              | Место                 | Резултат              | Место                | Детаљи |
| --------------------- | ---------------- | ------------ | ----------------- | ----------------- | --------------------- | --------------------- | --------------------- | -------------------- | ------ |
| Мустафа Смаили        | 800 м            | 1:44,90      | 1:45,27 КВ        | 2. у гр. 5        | 1:45,78               | 5. у гр. 2            | Није се квалификовао  | 12 / 44 (46)         |        |
| Оусама Набил          | 800 м            | 1:45,42      | 1:46,17 кв        | 4. у гр. 4        | Дисквалификован       | Дисквалификован       | Није се квалификовао  | Није се квалификовао |        |
| Моуад Захафи          | 800 м            | 1:45,63      | 1:46,56           | 4. у гр. 3        | Нису се квалификовали | Нису се квалификовали | Нису се квалификовали | 27 / 44 (46)         |        |
| Хичам Оуладха         | 1.500 м          | 3:35,35      | 3:39,86 (.853)    | 13. у гр. 1       | Нису се квалификовали | Нису се квалификовали | Нису се квалификовали | 33 / 43 (45)         |        |
| Абдалати Игуидер      | 1.500 м          | 3:28,79      | 3:37,44 КВ        | 5. у гр. 2        | 3:42,23               | 12. у гр. 2           | Није се квалификовао  | 25 / 43 (45)         |        |
| Брахим Казоузи        | 1.500 м          | 3:31,62      | Није стартовао    | Није стартовао    | Није се квалификовао  | Није се квалификовао  | Није се квалификовао  | Није се квалификовао |        |
| Soufiyan Bouqantar    | 5.000 м          | 13:13,68     | 14:03,16          | 15. у гр. 2       |                       |                       | Није се квалификовао  | 31 / 35 (39)         |        |
| Хамза Сахли           | Маратон          | 2:10:19      |                   |                   |                       |                       | 2:11:49               | 8 / 55 (73)          |        |
| Мохамед Реда Ел Араби | Маратон          | 2:09:16      | Није завршио трку | Није завршио трку |                       |                       |                       |                      |        |
| Суфијане ел Бакали    | 3.000 м препреке | 7:58,15      | 8:17,96 КВ        | 2. у гр. 2        |                       |                       | 8:03,76               |                      |        |
| Абделкарим Бен Захра  | 3.000 м препреке | 8:18,12      | 8:36,67           | 13. у гр. 2       | Није се квалификовао  | 36 / 44 (46)          |                       |                      |        |
| Мохамед Тиндоуфт      | 3.000 м препреке | 8:12,89      | Није завршио трку | Није завршио трку | Није се квалификовао  | Није се квалификовао  |                       |                      |        |
| Јахја Бераба          | Скок удаљ        | 8,40 НР      | 7,37              | 14. у гр. Б       | Није се квалификовао  | 26 / 26 (27)          |                       |                      |        |

### Жене
| Атлетичарка   | Дисциплина    | Лични рекорд | Квалификације  | Квалификације | Полуфинале            | Полуфинале            | Финале                | Финале       | Детаљи |
| Атлетичарка   | Дисциплина    | Лични рекорд | Резултат       | Место         | Резултат              | Место                 | Резултат              | Место        | Детаљи |
| ------------- | ------------- | ------------ | -------------- | ------------- | --------------------- | --------------------- | --------------------- | ------------ | ------ |
| Рабабе Арафи  | 800 м         | 1:57,47      | 2:03,44 КВ     | 3. у гр. 6    | 2:00,80 кв            | 2. у гр. 2            | 2:00,48               | 7 / 40 (41)  |        |
| Малика Акаоуи | 800 м         | 1:57,64      | 2:03,40 (.393) | 5. у гр. 5    | Није се квалификовала | Није се квалификовала | Није се квалификовала | 27 / 40 (41) |        |
| Халима Хашлаф | 800 м         | 1:58,27      | 2:01,50 КВ     | 3. у гр. 3    | 2:01,30               | 6. у гр. 1            | Није се квалификовала | 16 / 40 (41) |        |
| Рабабе Арафи  | 1.500 м       | 3:58,84 НР   | 4:08,32 КВ     | 1. у гр. 2    | 4:14,94 КВ            | 3. у гр. 3            | 3:59,93               | 9 / 35       |        |
| Малика Акаоуи | 1.500 м       | 4:03,36      | 4:08,05 КВ     | 6. у гр. 3    | 4:16,83               | 12. у гр. 2           | Није се квалификовала | 20 / 35      |        |
| Lamiae Lhabze | 400 м препоне | 55,51        | 58,44          | 8. у гр. 5    | Није се квалификовала | Није се квалификовала | Није се квалификовала | 35 / 36 (39) |        |